# Interessengegensatz zwischen Kapital und Arbeit
Interessengegensatz zwischen Kapital und Arbeit ist eine Formulierung, die in der wissenschaftlichen Literatur insbesondere marxistischer und sozialistischer Provenienz das soziale Verhältnis von Arbeitgebern und Arbeitnehmern umschreibt.

## Bei Marx
Für Karl Marx konstituiert der Interessengegensatz einen Klassenantagonismus, der in Form des Klassenkampfes ausgetragen wird. Seine Grundlage bildet das „Lohnarbeitsverhältnis“. Dieses besteht darin, dass der besitzlose Arbeiter, um sein Leben zu fristen, zum Verkauf seiner Ware Arbeitskraft an den Kapitalisten gezwungen ist; der kapitalistische Unternehmer entlohnt den Arbeiter nach Maßgabe seiner Reproduktionskosten und eignet sich zugleich den von diesem erzeugten Mehrwert an, was Marx als Ausbeutung kennzeichnete.

## In der Gegenwart
Vielfach ist auch in der zeitgenössischen arbeitssoziologischen Literatur weiterhin von einem Interessengegensatz von Kapital und Arbeit die Rede, dem indessen durch vielfältige sozial- und tarifpolitische Maßnahmen das klassenkämpferische Potential mangelt und der im historischen Verlauf oft in eine sozialverträgliche Praxis überführt wurde. Der Soziologe Theodor Geiger sprach schon 1949 von einer „Institutionalisierung des Klassengegensatzes“.
Den Interessen der Beschäftigten an „guter Arbeit und einem guten Leben für alle“ stehen die Interessen der Unternehmer an „möglichst hohen Gewinnen und einer möglichst hohen Rendite“ gegenüber. In der betrieblichen Praxis sind die gegensätzlichen Interessen unmittelbar bei den Kernelementen des Arbeitsverhältnisses ersichtlich: Arbeitsverhältnis, Entgelt, Arbeitszeit, Arbeitspensum (Leistung), Arbeitsbedingungen, Qualifizierung und Mitbestimmung/Beteiligung.
Aktuell werden im politischen und wissenschaftlichen Diskurs die Beziehungen zwischen den Akteuren von Kapital und Arbeit weitgehend mit dem Begriff der Sozialpartnerschaft, alternativ auch mit dem der Konfliktpartnerschaft bezeichnet.